# U2.COMmunication
U2.COMmunication es un álbum en directo de la banda irlandesa de rock U2 publicado exclusivamente para miembros de la página oficial del grupo en 2005.
El álbum incluye canciones interpretadas durante dos conciertos diferentes de la gira Vertigo Tour: uno ofrecido en Chicago, Illinois, y grabado para el DVD Vertigo: Live from Chicago, y un concierto en Milán, Italia, grabado para el recopilatorio Vertigo: Live from Milan, incluido en la edición deluxe de U218 Singles. El álbum hace un juego de palabras con U2.COM, la página oficial del grupo. 
El álbum se complementa con un CD-ROM adicional que incluye salvapantallas, fondos de escritorio y un video de "Vertigo". El 20 de noviembre de 2006, el álbum fue sustituido como entrega en la página oficial del grupo por Zoo TV Live.

## Lista de canciones
Todas las canciones compuestas por U2 excepto donde se anota.
1. "City of Blinding Lights" – 6:41
2. "Vertigo" – 4:44
3. "Elevation" – 4:36
4. "I Still Haven't Found What I'm Looking For" – 4:06
5. "Miracle Drug" – 4:13
6. "Miss Sarajevo" (U2/Eno) – 5:16
7. "The Fly" – 5:27
8. "With or Without You" – 6:22

"City of Blinding Lights", "Vertigo", "Elevation", "Miracle Drug" y "The Fly" fueron grabadas en Chicago, Illinois, los días 9 y 10 de mayo de 2005.
"I Still Haven't Found What I'm Looking For" "Miss Sarajevo" y "With or Without You" fueron grabados en Milán, Italia, los días 20 y 21 de julio de 2005.

## Personal
- Bono: voz, guitarra
- The Edge: guitarra, teclados y coros
- Adam Clayton: bajo y sintetizador
- Larry Mullen Jr.: batería y coros